# زنبق برگ داسی
ارش جوهری 